# Graphania suffusa
Graphania suffusa là một loài bướm đêm trong họ Noctuidae.